# Krasny Bor (Carélie)
Krasny Bor (en russe : Красный бор, en carélien : Punainen kangas) est un massif forestier situé dans la république de Carélie en Russie.
Le massif est situé au 19e kilomètre de la route R19 (fi) Petrozavodsk-Voznesenye,.

## Exécutions de masse
Krasnyi bor est un lieu d'exécution de masse en 1937 par le NKVD pendant les grandes purges de Joseph Staline. L'endroit a été trouvé par Youri Alexeyevitch Dmitriev de l'organisation Memorial en Carélie, .
Le site d'inhumation couvre une superficie d'environ 350 mètres sur 150 mètres. Selon les rapports d'exécution des anciennes archives du KGB pour la Carélie, 1 193 personnes y ont été abattues et enterrées : 580 Finlandais, 432 Caréliens, 136 Russes et 45 personnes d'autres nationalités. Les fusillades ont eu lieu du 9 août au 15 septembre 1937 et du 26 septembre au 2 octobre 1938.
Les victimes finlandaises ont été ciblées par l'opération finlandaise du NKVD.

## Galerie

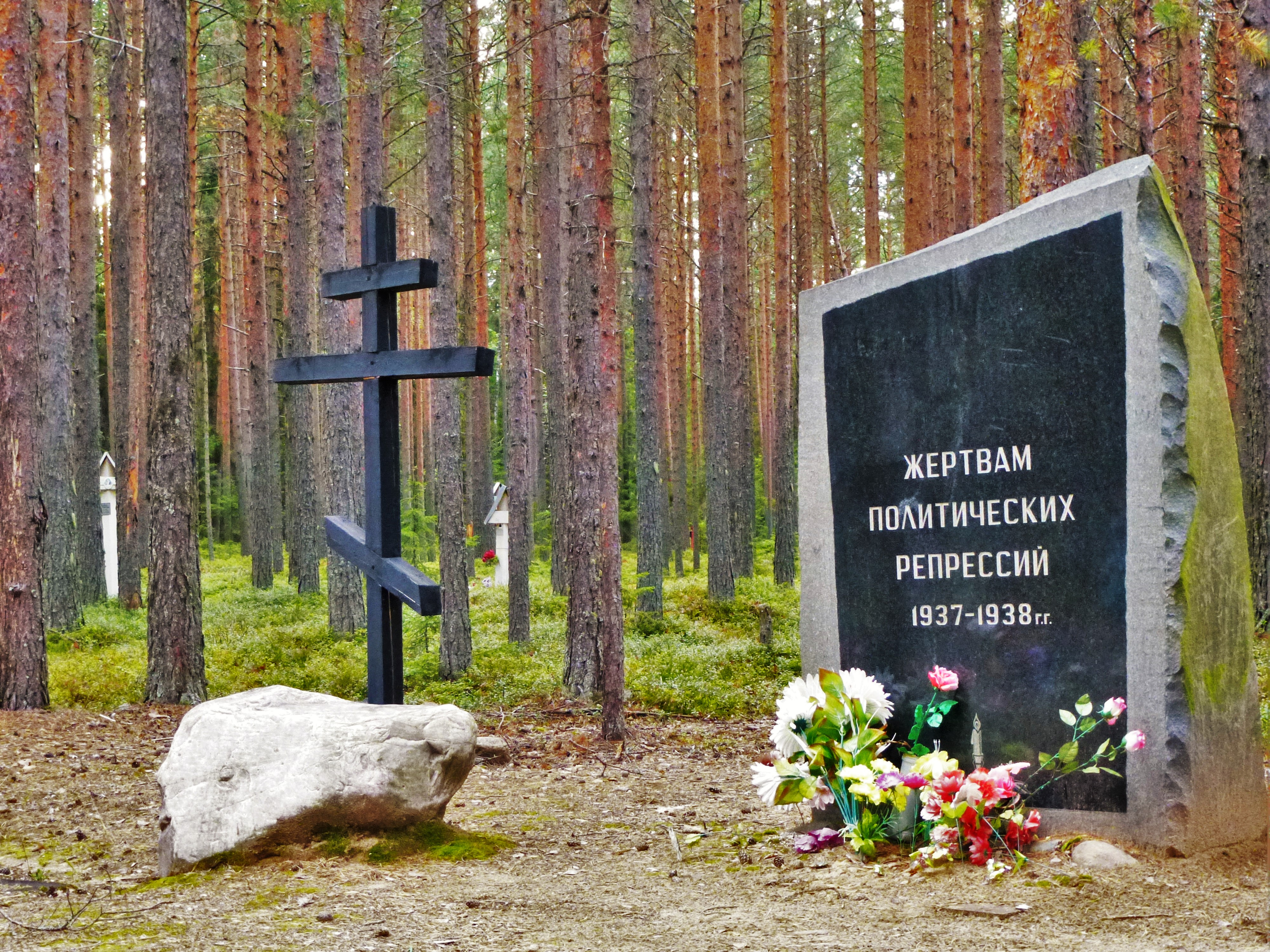
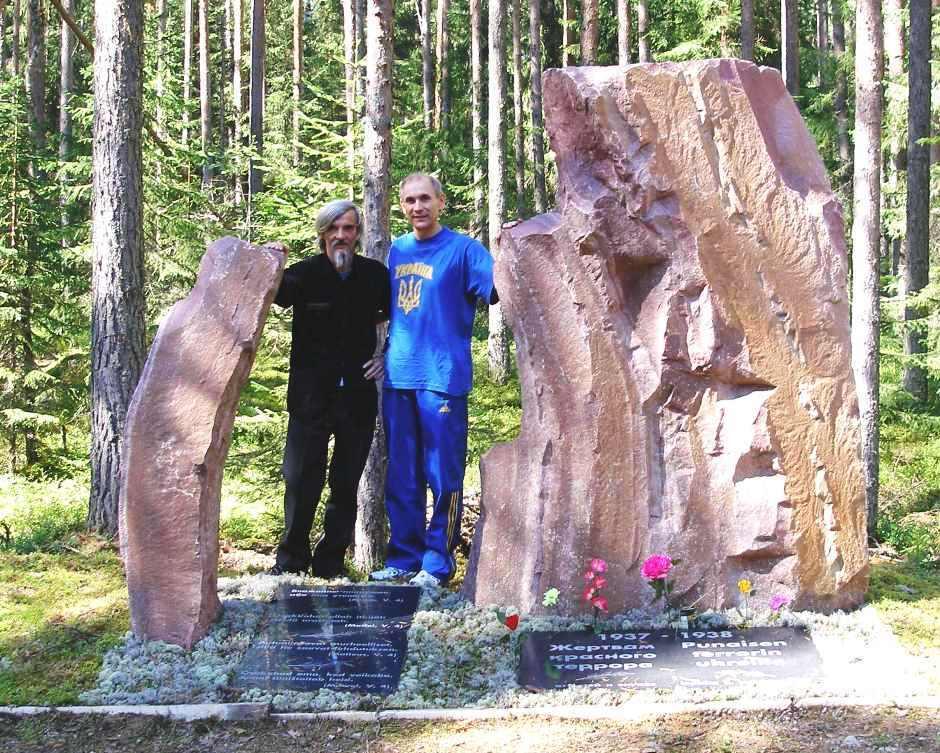
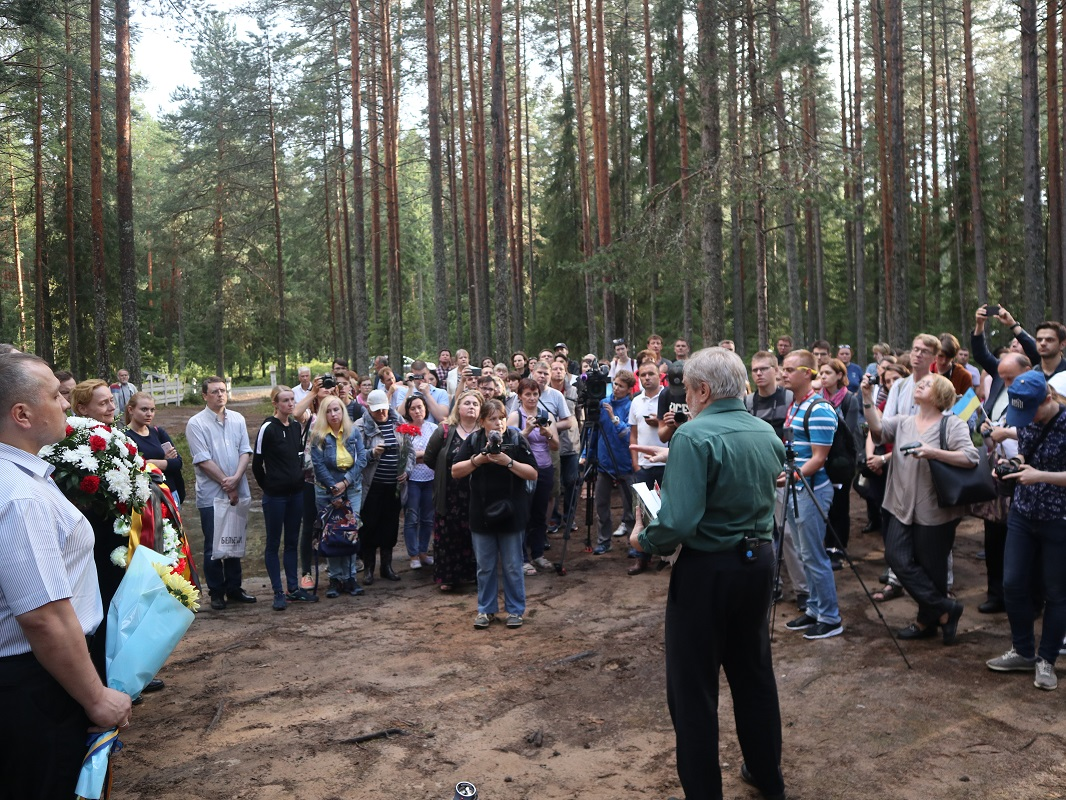